# Jakub Vrána
Jakub Vrána (ur. 28 lutego 1996 w Pradze, Czechy) – hokeista czeski, gracz ligi NHL, reprezentant Czech.

## Kariera klubowa
- Linköpings HC (2011 - 15.07.2014)
- Washington Capitals (15.07.2014 -
  -  Hershey Bears (2014 - 2017)

## Kariera reprezentacyjna
- Reprezentant Czech na MŚJ U-18 w 2012
- Reprezentant Czech na MŚJ U-18 w 2013
- Reprezentant Czech na  MŚJ U-20 w 2013
- Reprezentant Czech na MŚJ U-18 w 2014
- Reprezentant Czech na  MŚJ U-20 w 2014
- Reprezentant Czech na  MŚJ U-20 w 2015

## Sukcesy
Reprezentacyjne
- Srebrny medal mistrzostw świata juniorów do lat 18: 2014
- Brązowy medal mistrzostw świata: 2022

Klubowe
- Prince of Wales Trophy z zespołem Washington Capitals w sezonie 2017-2018
- Puchar Stanleya z zespołem Washington Capitals w sezonie 2017-2018